# Lijst van wielrenners - L
Dit is een lijst van wielrenners met als beginletter van hun achternaam een L.

## La
- Arnaud Labbe
- Coryn Labecki
- Juliette Labous
- Marta Lach
- Vincent Lacressonnière
- Matthieu Ladagnous
- Gregorio Ladino
- Victor Lafay
- Andoni Lafuente
- Azedine Lagab
- Sergej Lagoetin
- José-Luis Laguia
- Jef Lahaye
- Kuan Hua Lai
- Roberto Laiseka
- Lija Laizāne
- Henk Lakeman
- Firmin Lambot
- Bjorg Lambrecht
- Roger Lambrecht
- Wim Lambrechts
- Jan Lambrichs
- Jos Lammertink
- Johan Lammerts
- Claude Lamour
- Yves Lampaert
- Leif Lampater
- Luke Lamperti
- Brett Lancaster
- Pascal Lance
- Mikel Landa
- Iñigo Landaluze
- Sebastian Lander
- Bruno Landi
- Floyd Landis
- Paolo Lanfranchi
- Czesław Lang
- Sebastian Lang
- Dalmacio Langarica
- Malcolm Lange
- Michael Lange
- Anthony Langella
- Sebastian Langeveld
- Piet van der Lans
- Guy Lapébie
- Roger Lapébie
- Octave Lapize
- Christophe Laporte
- Darren Lapthorne
- Francisco José Lara
- Nicolai Bo Larsen
- Gustav Larsson
- Miguel María Lasa
- Pablo Lastras
- David Latasa
- Pierre Latour
- Joona Laukka
- Typhaine Laurance
- Nello Lauredi
- Marcel Laurens
- Christophe Laurent
- Michel Laurent
- Dag Otto Lauritzen
- Willy Lauwers
- Rui Lavarinhas
- Vincent Lavenu
- Luis Laverde
- Joanna Lawn
- Sharon Laws
- Lucien Lazaridès
- Jean-Apôtre Lazaridès

## Le
- Bruno Leali
- Alberto Leanizbarrutia
- Jean-Claude Lebaube
- Eric Leblacher
- Jean-Marie Leblanc
- Luc Leblanc
- Mathis Le Berre
- Yoann Le Boulanger
- Corinna Lechner
- Eva Lechner
- Jean-Claude Leclercq
- Yvon Ledanois
- Ferdinand Le Drogo
- André Leducq
- Frans Leenen
- Godert de Leeuw
- Tom Leezer
- Patrick Lefevere
- Laurent Lefèvre
- David Lefèvre
- Guillaume Le Floch
- Olivier Le Gac
- Roger Legeay
- Joost Legtenberg
- Jens Lehmann
- Joost van Leijen
- Levi Leipheimer
- Marino Lejarreta
- Robert Lelangue
- Noan Lelarge
- David Le Lay
- Rasa Leleivytė
- Massimiliano Lelli
- Georges Lemaire
- Lyn Lemaire
- Eric Leman
- Eddy Lembo
- Christophe Le Mével
- Cyril Lemoine
- Greg LeMond
- Victor Lenaers
- Iker Leonet Iza
- Adolfo Leoni
- Endrio Leoni
- Lotta Lepistö
- Geoffroy Lequatre
- Vincent Le Quellec
- Camille Leroy
- Lucien Lesna
- Marek Leśniewski
- Julie Leth
- Björn Leukemans
- Guillaume Levarlet
- Léon Level
- Craig Lewis
- Rudolph Lewis
- Bart Leysen
- Karel Leysen

## Lh
- Clément Lhotellerie
- Régis Lhuiller

## Li
- Manuel Liberato
- Roland Liboton
- Claudia Lichtenberg
- Rudie Liebrechts
- Jozef Lieckens
- Thomas Liese
- John Lieswyn
- Marco Lietti
- Pim Ligthart
- Elis Ligtlee
- Søren Lilholt
- Darren Lill
- Chris Lillywhite
- Li Fuyu
- Hubert Linard
- Pietro Linari
- Don van der Linden
- Johan Lindgren
- Pascal Lino
- Florian Lipowitz
- Liane Lippert
- Marco Lippuner
- Sergio De Lis
- Kenny Lisabeth
- Dino Liviero
- Kevin Livingston

## Lj
- Jonas Ljungblad
- Marcus Ljungqvist
- Susanne Ljungskog

## Ll
- Juan Llaneras
- Manuel Lloret
- Matthew Lloyd

## Lo
- Rubén Lobato
- Nicola Loda
- Alberto Loddo
- Eric Loder
- Thierry Loder
- Klaas Lodewyck
- Aleksej Loetsenko
- Giovanni Lombardi
- Gerard Loncke
- Declan Lonergan
- Jeannie Longo
- Renato Longo
- Roberto Longo
- Elisa Longo Borghini
- Paolo Longo Borghini
- Ludo Loos
- David Loosli
- Julien Lootens
- Angelo Lopeboselli
- David López García
- Juan Pedro López
- José Antonio Lopez
- Vicente López Carril
- Alberto López de Munain
- Mirco Lorenzetto
- Jesús Loroño
- Alberto Losada
- Marc Lotz
- Wolfgang Lötzsch
- Julien Loubet
- Jeff Louder
- Matis Louvel
- Philippe Louviot
- Raymond Louviot
- Mart Louwers
- Léon Louyet
- Jocelyn Lovell
- Thomas Lövkvist
- Trent Lowe
- Jules Lowie
- Gerben Löwik

## Lu
- Henk Lubberding
- Jörg Ludewig
- Hannah Ludwig
- Olaf Ludwig
- Cecilie Uttrup Ludwig
- Antton Luengo
- Anders Lund
- Denis Lunghi
- Remigius Lupeikis
- Fabiana Luperini
- Marcel Luppes
- Cees Lute
- Peter Luttenberger
- Henri Luyten
- Rik Luyten

## Ly
- Palle Lykke

A · B · C · D · E · F · G · H · I · J · K · L · M · N · O · P · Q · R · S · T · U · V · W · X · Y · Z